# Elecciones provinciales de Azuay de 2023
Las elecciones provinciales de Azuay de 2023 hacen referencia al proceso electoral que se llevó a cabo el 5 de febrero de dicho año con el fin de designar a las autoridades locales para el período 2023-2027. Se eligió a un prefecto y viceprefecto en binomio electoral.

## Preparación
La elección de las autoridades locales que se posesionarán el 14 de mayo de 2023 comenzó su preparación con la definición del plan operativo y del presupuesto inicial de las Elecciones seccionales será de 109 300 000 dólares, aprobado por el Consejo Nacional Electoral (CNE), El monto es 29% menor al destinado por el órgano electoral en las  elecciones seccionales de 2019.

## Antecedentes
Las elecciones primarias de Pachakutik originalmente se realizaron el 30 de junio, sin embargo la asambleísta Sofía Sánchez y el Coordinador del Movimiento Luis Naula denunciaron en sus redes sociales que las elecciones primarias se realizaron de manera ilegal, alegando que el Coordinador Provincial de Pacakutilk Mario Fárez, destituyó al Tribunal Provincial Electoral, así como adulterar candidatos y padrón electoral.
Por su parte Mario Fárez, quien en un inicio anunció alianza con Izquierda Democrática en una rueda de prensa expresó que en las primarias anunció que no harán alianzas con dicha organización y calificó a la Precandidata Dora Ordóñez como extractivista y designó a Elizabeth Arias como Prefecta, designación que fue anulada por el Tribunal Nacional Electoral del movimiento Pachakutik el pasado 1 de agosto y llamó nuevamente a elecciones primarias el 4 de agosto, las mismas que se contó con la veeduría del Consejo Nacional Electoral.

## Precandidaturas Retiradas

### Prefecto
| Lista | Logo                   | Partido / Movimiento           | Precandidato a la prefectura                                                                  | Razón                                                       | Ref    |
| ----- | ---------------------- | ------------------------------ | --------------------------------------------------------------------------------------------- | ----------------------------------------------------------- | ------ |
| 3     |                        | Partido Sociedad Patriótica    | Polibio Martínez Vega                                                                         | Endosa a Magali Quezada                                     | [ 5 ]  |
| 12    |                        | Izquierda Democrática          | Fernando Ochoa Padrón                                                                         | Movimiento designa a otro candidato                         | [ 6 ]  |
| 16    |                        | Movimiento AMIGO               | Carmen Iñiguez Cárdenas.                                                                      | Desacuerdos Partidistas                                     | [ 7 ]  |
| 16    | Carlos Ayabaca Fajardo | Movimiento AMIGO               | Movimiento designa a otro candidato                                                           |                                                             |        |
| 17    |                        | Partido Socialista Ecuatoriano | Carlos Orellana Barros                                                                        | Decisión Personal                                           |        |
| 18    |                        | Pachakutik                     | Mariana Cabrera Ordóñez                                                                       | Candidata a Concejala de Santa Isabel Endosa a Dora Ordóñez | [ 8 ]  |
| 18    | Elizabeth Arias Pulla  | Pachakutik                     | Candidatura descalificada por el Tribunal Nacional del MUPP por inclumplimiento de requisitos | [ 4 ]                                                       |        |
| 18    | Luis Naula Ochoa       | Pachakutik                     | Candidato a Viceprefecto Endosa a Dora Ordóñez                                                | [ 9 ]                                                       |        |
| 18    | Cecilia Méndez Mora    | Pachakutik                     | Movimiento designa a otro candidato                                                           | [ 10 ]                                                      |        |
| 100   |                        | Movimiento Nueva Generación    | Hugo Palacios Ullauri                                                                         | Endosa a Diego Morales                                      | [ 11 ] |
| -     |                        | Independiente                  | Juan Pablo Riquetti Morales                                                                   | Endosa a Diego Monsalve                                     | [ 12 ] |

### Viceprefecto
| Lista | Logo | Partido / Movimiento                                                                           | Precandidato a la viceprefectura | Razón                                                                                   | Ref    |
| ----- | ---- | ---------------------------------------------------------------------------------------------- | -------------------------------- | --------------------------------------------------------------------------------------- | ------ |
| 20    |      | Movimiento Democracia Sí                                                                       | Patricio Zamora Aguilar          | Endosa a Luis Naula                                                                     | [ 8 ]  |
| 82 62 |      | Azuay Primero Conformado por: - Movimiento Iguadad - Movimiento Participa - Democracia Radical | Karina Torres Vázquez            | Candidatura descalificada por el CNE por incumplimiento del 25% de candidaturas jóvenes | [ 13 ] |

## Candidaturas
| Lista     | Logo | Partido / Movimiento                                                                                              | Prefecto                         | Cargos Previos                                                 | Viceprefecto                 | Ref                  |
| --------- | ---- | --- | -------------------------------- | -------------------------------------------------------------- | ---------------------------- | -------------------- |
| 1 33 4 21 |      | Azuay Ya Conformado por: - Centro Democrático - Movimiento RETO - Pueblo, Igualdad y Democracia - Movimiento CREO | Diego Monsalve Tamariz           | Viceministro de Inclusión Económica (2021-2022)                | Ana Lucía Tacurí Sinchi      | [ 12 ]               |
| 2         |      | Movimiento Unidad Popular                                                                                         | Sebastián Cevallos Vivar         | Subdirector Nacional de Unidad Popular                         | Maydita Zabala Mora          | [ 14 ] [ 15 ]        |
| 5         |      | Revolución Ciudadana                                                                                              | Juan Cristóbal Lloret Valdivieso | Gobernador del Azuay (2015-2016)                               | Alexandra Quintanilla Zamora | [ 16 ] [ 17 ]        |
| 8 3       |      | Avanzamos Patrióticamente por Cuenca y El Azuay: Conformado por: - Avanza - Partido Sociedad Patriótica           | Magali Quezada Minga             | Viceprefecta del Azuay (2020-2022)                             | Enrique Andrade Sigüenza     | [ 18 ] [ 19 ]        |
| 12 35     |      | ¡Atrévete! Juntos por el Cambio Conformado por: - Izquierda Democrática - Movimiento MOVER                        | Diego Matovelle Vera             | Asesor Jurídico                                                | Maira Toledo Delgado         | [ 6 ]                |
| 17        |      | Partido Socialista Ecuatoriano                                                                                    | Felipe Delgado Jara              | Presidente de la Federación Ecuatoriana de Ajedrez             | Marilú Bravo Quintuña        |                      |
| 20 18     |      | Hagámoslo con Shungo Conformado por: - Movimiento Democracia Sí - Pachakutik                                      | Dora Ordóñez Cueva               | Secretaria Anticorrupción de la Presidencia (e) (2019-2020)    | Luis Naula Ochoa             | [ 20 ] [ 21 ] [ 22 ] |
| 23 25     |      | Azuay Libre Conformado por: - Partido SUMA - Movimiento Construye                                                 | Ruth Caldas Arias                | Directora Provincial de la Comisión de Tránsito (Azuay) (2021) | Wilson Pesantez Ochoa        | [ 23 ]               |
| 82 62     |      | Azuay Primero Conformado por: - Movimiento Iguadad - Movimiento Participa - Democracia Radical                    | Marcelo Cabrera Palacios         | Prefecto de Azuay (1996-2004)                                  | Camila Conde Ochoa           | [ 24 ] [ 25 ]        |
| 100       |      | Movimiento Nueva Generación                                                                                       | Diego Morales Jadán              | Concejal de Cuenca (2019-2022)                                 | Fabiola Ordóñez Rivera       | [ 11 ] [ 26 ]        |

Fuente:

### Apoyos partidistas
En esta lista se muestra todos los movimientos provinciales, cantonales y parroquiales que se encuentran habilitados por el Consejo Nacional Electoral (Ecuador) en donde los mismos expresaron públicamente su apoyo partidista a las candidaturas a la prefectura del Azuay.
| Lista | Partido                                          | Coalición                                       | Candidatos Provinciales          | Candidatos Provinciales       |
| Lista | Partido                                          | Coalición                                       | Prefecto                         | Viceprefecto                  |
| ----- | ------------------------------------------------ | ----------------------------------------------- | -------------------------------- | ----------------------------- |
| 1     | Centro Democrático                               | Azuay Ya                                        | Diego Monsalve Tamariz           | Ana Lucía Tacurí Sinchi       |
| 33    | Movimiento Renovación Total                      | Azuay Ya                                        | Diego Monsalve Tamariz           | Ana Lucía Tacurí Sinchi       |
| 4     | Pueblo, Igualdad y Democracia                    | Azuay Ya                                        | Diego Monsalve Tamariz           | Ana Lucía Tacurí Sinchi       |
| 21    | Movimiento CREO                                  | Azuay Ya                                        | Diego Monsalve Tamariz           | Ana Lucía Tacurí Sinchi       |
| 2     | Movimiento Unidad Popular                        | Sin Alianza                                     | Sebastián Cevallos Vivar         | Maydita Zabala Mora           |
| 5     | Revolución Ciudadana                             | Sin Alianza Provincial                          | Juan Cristobal Lloret Valdivieso | Alexandra Quintanilla Zamora  |
| 111   | Movimiento Guachapala Gana                       | Participa en Alianza Cantonal (Guachapala)      | Juan Cristobal Lloret Valdivieso | Alexandra Quintanilla Zamora  |
| 8     | Avanza                                           | Avanzamos Patrióticamente por Cuenca y El Azuay | Magali Quezada Minga             | Enrique Andrade Sigüenza      |
| 3     | Partido Sociedad Patriótica                      | Avanzamos Patrióticamente por Cuenca y El Azuay | Magali Quezada Minga             | Enrique Andrade Sigüenza      |
| 104   | Movimiento Contigo                               | Participa en Alianza Cantonal (Cuenca)          | Magali Quezada Minga             | Enrique Andrade Sigüenza      |
| 12    | Izquierda Democrática                            | ¡Atrévete! Juntos por el Cambio                 | Diego Matovelle Vera             | Maira Toledo Delgado          |
| 35    | Movimiento MOVER                                 | ¡Atrévete! Juntos por el Cambio                 | Diego Matovelle Vera             | Maira Toledo Delgado          |
| 17    | Partido Socialista Ecuatoriano                   | Sin Alianza Provincial                          | Felipe Delgado Jara              | Marilú Bravo Quintuña         |
| 107   | Movimiento Renace                                | Participa en Alianza Cantonal (Cuenca)          | Felipe Delgado Jara              | Marilú Bravo Quintuña         |
| 20    | Movimiento Democracia Sí                         | Hagámoslo con Shungo                            | Dora Ordóñez Cueva               | Luis Naula Ochoa              |
| 18    | Pachakutik                                       | Hagámoslo con Shungo                            | Dora Ordóñez Cueva               | Luis Naula Ochoa              |
| 112   | Movimiento Todos Somos Pueblo                    | Participa en Alianza Cantonal (Santa Isabel)    | Dora Ordóñez Cueva               | Luis Naula Ochoa              |
| 101   | Movimiento Unidad, Progreso y Democracia         | Movimiento Cantonal No Participa                | Dora Ordóñez Cueva               | Luis Naula Ochoa              |
| 23    | Partido SUMA                                     | Azuay Libre                                     | Ruth Caldas Arias                | Wilson Pesantez               |
| 25    | Movimiento Construye                             | Azuay Libre                                     | Ruth Caldas Arias                | Wilson Pesantez               |
| 102   | Movimiento Paute Libre                           | Movimiento Cantonal No Participa                | Ruth Caldas Arias                | Wilson Pesantez               |
| 82    | Movimiento Iguadad                               | Azuay Primero                                   | Marcelo Cabrera Palacios         | Camila Conde Ochoa            |
| 62    | Movimiento Participa - Democracia Radical        | Azuay Primero                                   | Marcelo Cabrera Palacios         | Camila Conde Ochoa            |
| 105   | Movimiento Popular Democracia y Libertad         | Participa en Alianza Cantonal (Santa Isabel)    | Marcelo Cabrera Palacios         | Camila Conde Ochoa            |
| 106   | Movimiento Alternativa Social e Independiente    | Participa en Alianza Cantonal (Gualaceo)        | Marcelo Cabrera Palacios         | Camila Conde Ochoa            |
| 100   | Movimiento Nueva Generación                      | Sin Alianza                                     | Diego Morales Jadán              | Fabiola Ordóñez Rivera        |
| 6     | Partido Social Cristiano                         | No Participa                                    | No Apoyará a Ningún Candidato    | No Apoyará a Ningún Candidato |
| 16    | Movimiento AMIGO                                 | No Participa                                    | No Apoyará a Ningún Candidato    | No Apoyará a Ningún Candidato |
| 103   | Movimiento Yo Soy Ecuatoriano                    | Movimiento Cantonal No Participa                | No Apoyará a Ningún Candidato    | No Apoyará a Ningún Candidato |
| 108   | Movimiento Todos Unidos                          | Movimiento Cantonal No Participa                | No Apoyará a Ningún Candidato    | No Apoyará a Ningún Candidato |
| 109   | Movimiento Incluyente Nueva Alternativa          | Movimiento Cantonal No Participa                | No Apoyará a Ningún Candidato    | No Apoyará a Ningún Candidato |
| 110   | Movimiento Así                                   | Movimiento Cantonal No Participa                | No Apoyará a Ningún Candidato    | No Apoyará a Ningún Candidato |
| 113   | Movimiento Alianza Ponceña Progresista           | Movimiento Cantonal No Participa                | No Apoyará a Ningún Candidato    | No Apoyará a Ningún Candidato |
| 151   | Movimiento Juntos por el desarrollo de Molleturo | Movimiento Parroquial No Participa              | No Apoyará a Ningún Candidato    | No Apoyará a Ningún Candidato |
| 152   | Movimiento Molleturo Primero                     | Movimiento Parroquial No Participa              | No Apoyará a Ningún Candidato    | No Apoyará a Ningún Candidato |
| 153   | Movimiento Inclusión Ricaurtense                 | Movimiento Parroquial No Participa              | No Apoyará a Ningún Candidato    | No Apoyará a Ningún Candidato |

## Sondeos de intención de voto
| Fecha      | Fuente       | Muestra   | Error (%) | Marcelo Cabrera | Juan Cristóbal Lloret | Dora Ordóñez | Sebastián Cevallos | Diego Monsalve | Ruth Caldas | Magaly Quezada | Diego Morales | Diego Matovelle | Felipe Delgado | Nulo  | Blanco |
| ---------- | ------------ | --------- | --------- | --------------- | --------------------- | ------------ | ------------------ | -------------- | ----------- | -------------- | ------------- | --------------- | -------------- | ----- | ------ |
| 06/01/2023 | Clima Social | 407 casos | ±4,86%    | 19,7%           | 11,3%                 | 4,2%         | 3,4%               | 2,9%           | 4,9%        | 2,2%           | 2%            | 2,2%            | 1,5%           | 21,1% | 21,1%  |
| 01/12/2022 | Clima Social | 548 casos | ±4,18%    | 22%             | 10,4%                 | 6,3%         | 3,6%               | 3,1%           | 3%          | 2,5%           | 2,4%          | 2,2%            | 1,3%           | 21,1% | 21,1%  |

## Resultados

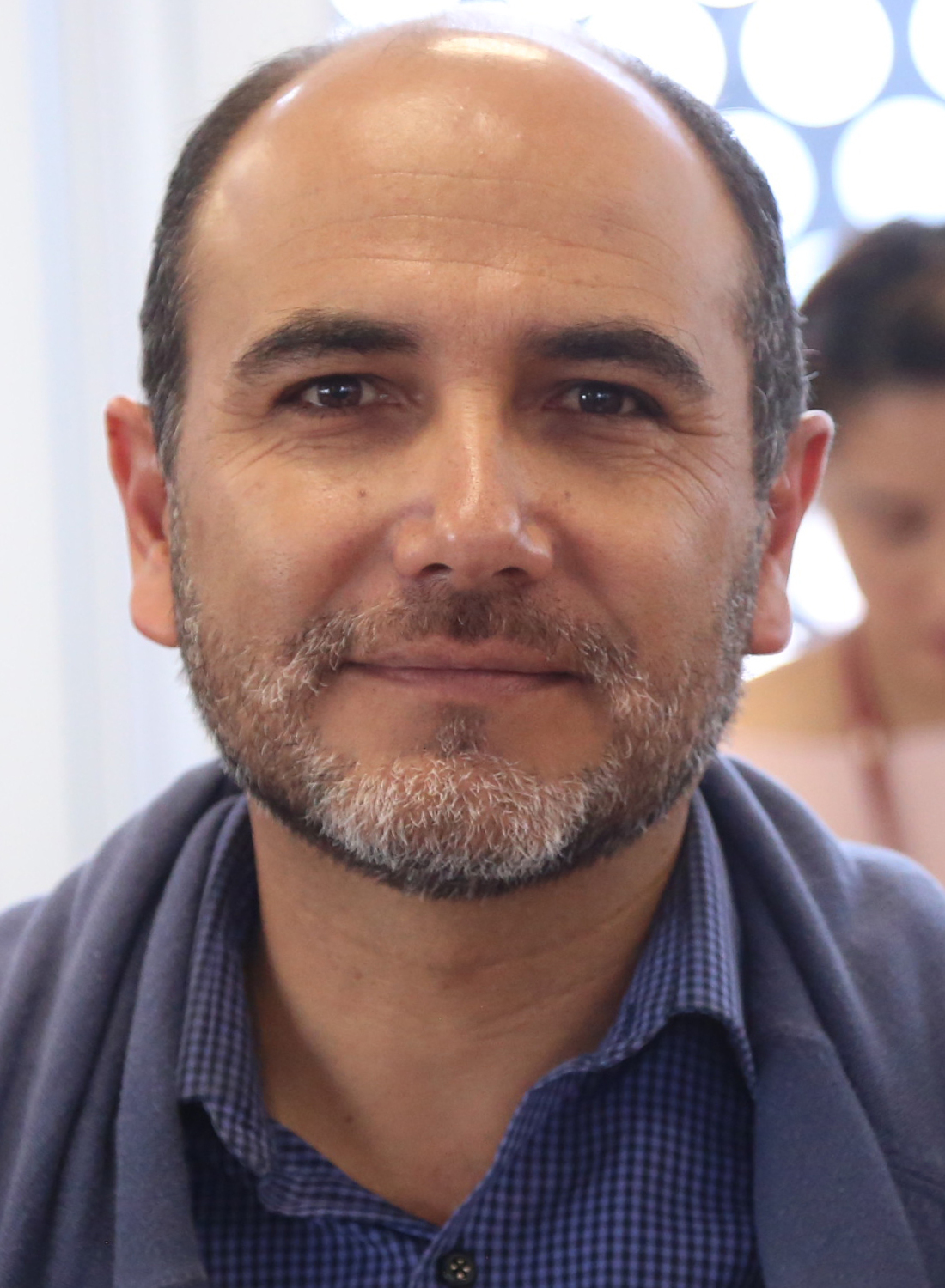
Juan Cristóbal Lloret, Prefecto de Azuay electo.

|  | 20.30 % |

|  | 19.60 % |

|  | 13.71 % |

|  | 10.85 % |

|  | 8.10 % |

|  | 7.41 % |

|  | 6.97 % |

|  | 6.34 % |

|  | 3.75 % |

|  | 2.98 % |

|  | 100 % |